# Усадьба в Овчарах

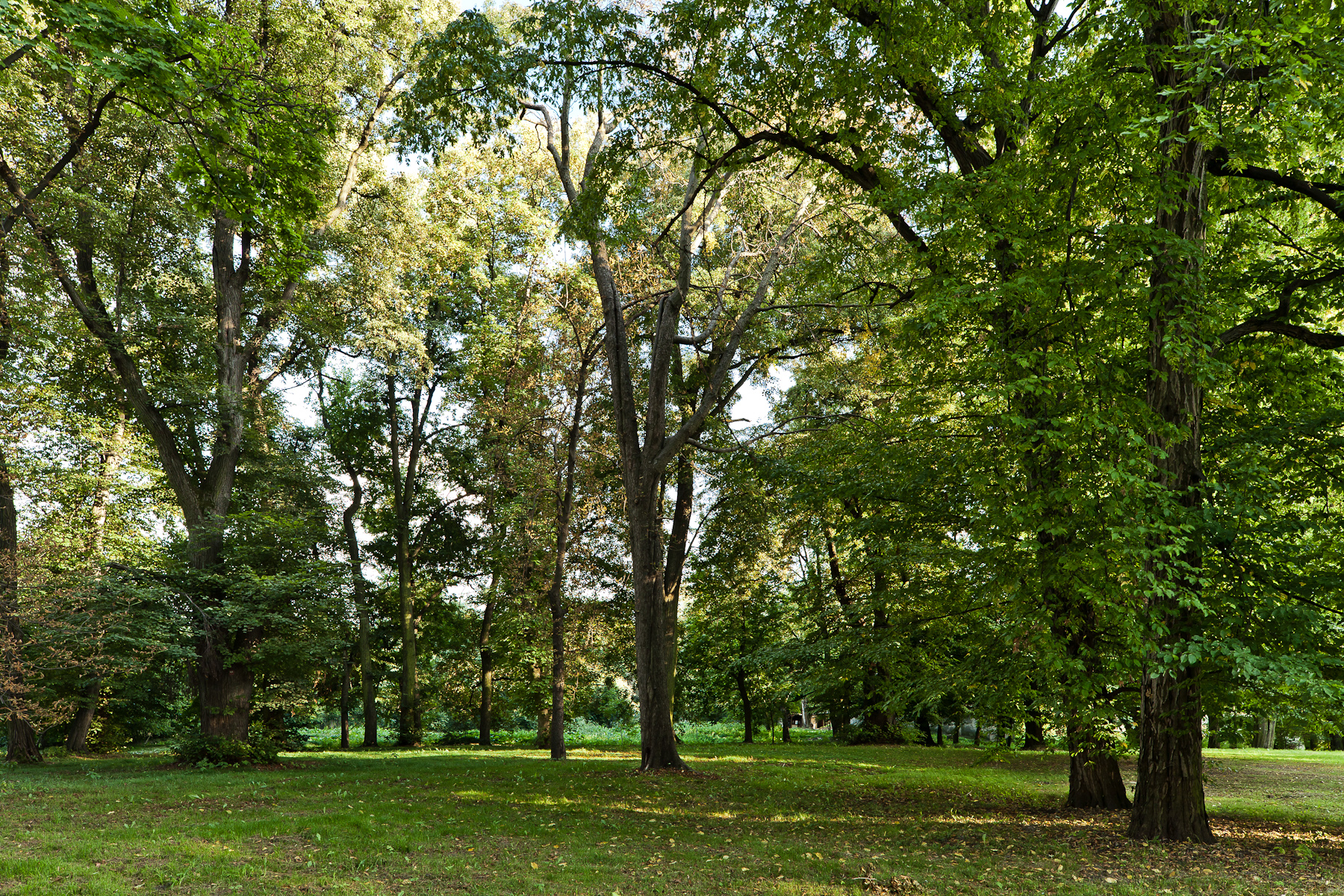
Парк

Усадьба в Овчарах (пол. Zespół dworski w Owczarach) — архитектурный памятник в Польше, который находится в селе Овчары сельской гмины Зелёнки Краковского повята Малопольского воеводства. Усадьба вместе с прилегающим к ней парком внесена в реестр охраняемых памятников Малопольского воеводства.
Современная кирпичная усадьба была построена в конце XIX века на месте предыдущей деревянной усадьбы владельцем села Антонием Зигмунтом Гельцелем. Около усадьбы находится парк, заложенный в во второй половине XVIII века. С 1935 года находилась в собственности краковского инженера Еугениуша Квятковского. В 1950 году усадьба была национализирована и передана краковскому Специализированному госпиталю имени Юзефа Бабинского. В первой половине 80-х годов XX столетия усадьба была перестроена.
15 октября 1984 года здание было внесено в реестр охраняемых памятников Малопольского воеводства (№ А-494).
В настоящее время в усадьбе находится Дом престарелых. В парке произрастают дуб и липа, являющиеся памятниками природы.